# Sanktuarium Królowej Kaszub w Sianowie

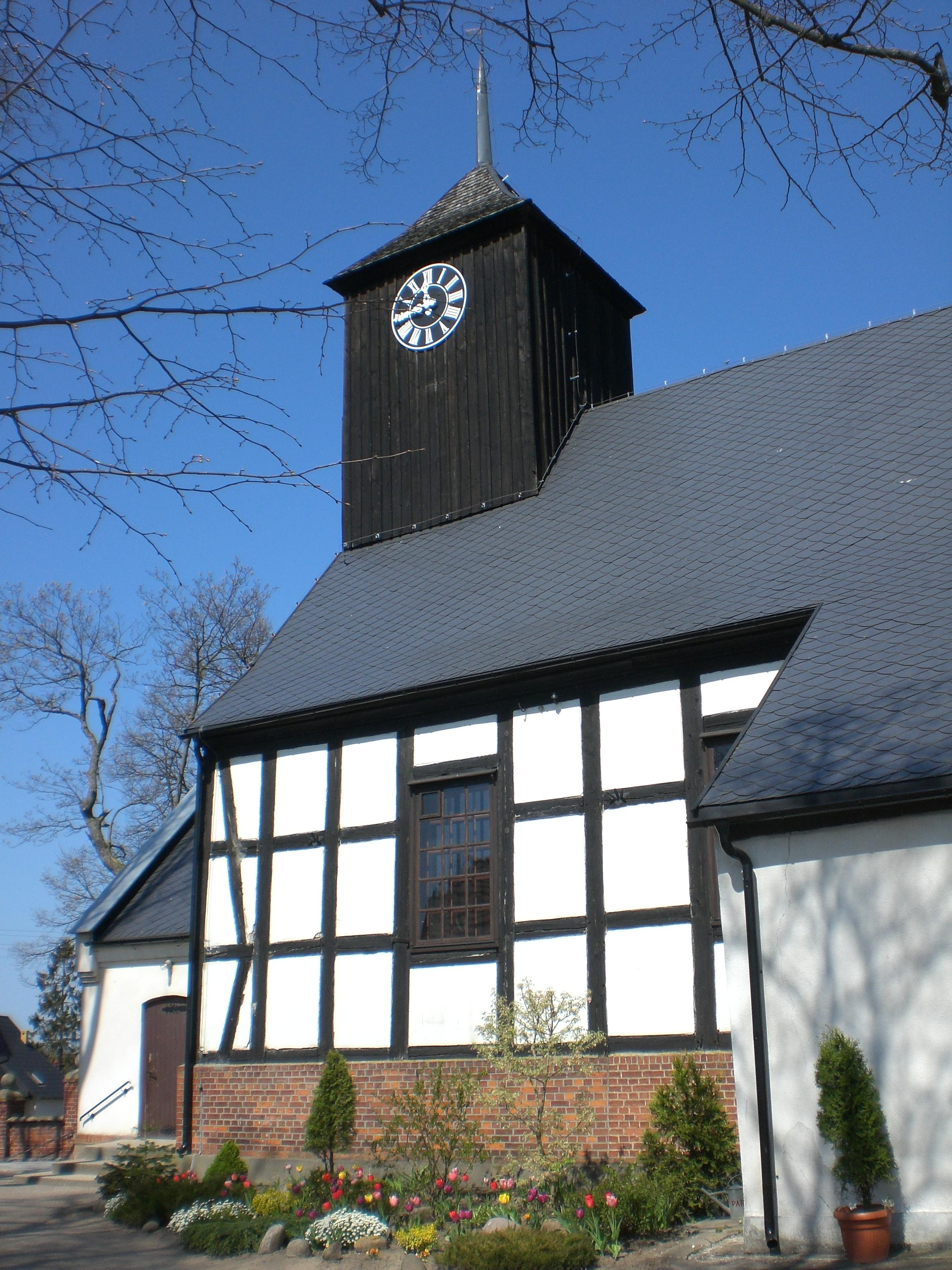
Kościół

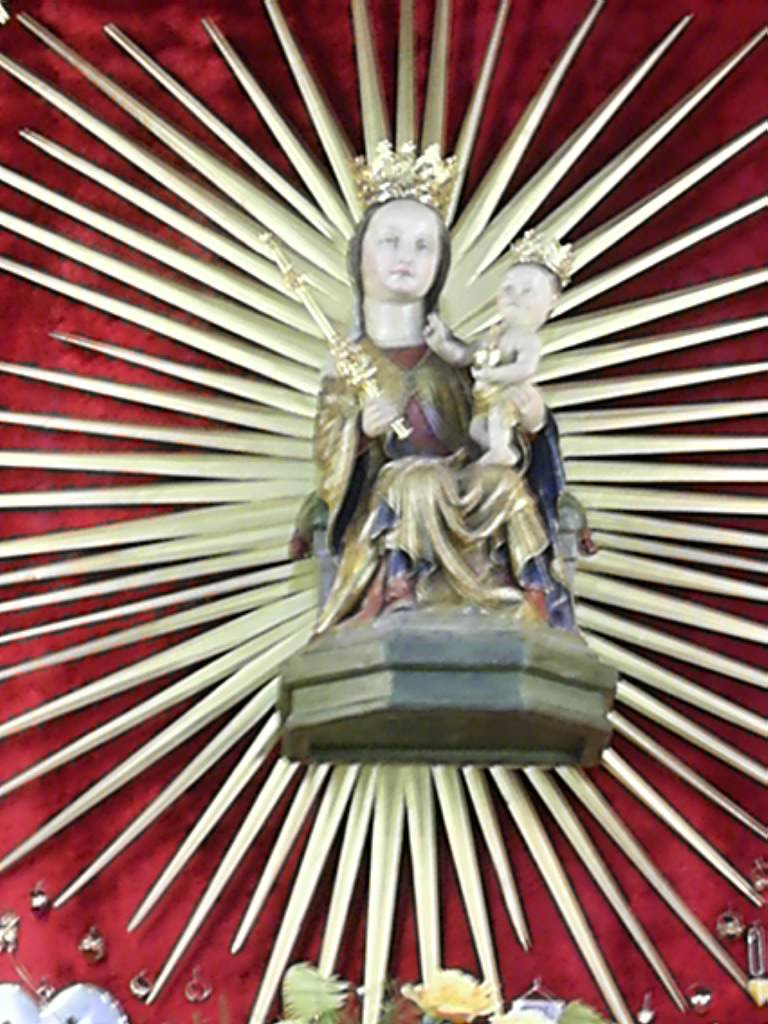
Matka Boska Sianowska

Sanktuarium Królowej Kaszub w Sianowie – sanktuarium maryjne położone w Sianowie, w północnej części Szwajcarii Kaszubskiej, 9 km na północny zachód od Kartuz.

## Historia
Dokumenty z 1348 i 1388 r. mówią o Sianowie jako filii parafii Chmielno. W XVI wieku Sianowo przyłączono do parafii Strzepcz. Dokument z 1864 r. mówi o Sianowie jako samodzielnej już parafii. Pierwszy zbudowany w Sianowie kościół był drewniany. W roku 1480 wybuchł pożar, podczas którego ocalała jedynie słynąca z łask figura Matki Bożej. Biskup włocławski Jakub, do którego należały te ziemie wydał w 1480 roku dokument, w którym udziela wszystkim wiernym szczególnego odpustu za odbycie pielgrzymki do Sianowa do „Łaskawej Figury”. Obecny kościół parafialny wybudowano w roku 1816 na miejscu drugiego kościoła, który spłonął 5 lipca 1811 roku.
Obiektem kultu jest Maryja z Dzieciątkiem w postaci niewielkiej gotyckiej figurki, wykonanej z drewna lipowego, która od średniowiecza przyjmuje hołd od ludu kaszubskiego. Legenda mówi, że znaleziono ją otoczoną niebiańskim blaskiem w paprociowym krzaku. Zaniesiono ją do kaplicy krzyżackiej w Mirachowie, jednak trzykrotnie wracała w cudowny sposób do Sianowa, gdzie odczytano to za znak Boży i pobudowano jej świątynię. Źródła mówią o wielu cudach i łaskach otrzymanych na tym miejscu. Sama figurka dwukrotnie cudownie ocalała z pożarów sianowskiej świątyni. W milenijnym roku 1966 - 4 września - mocą dekretu papieża Pawła VI, Pani Sianowska została ukoronowana papieskimi koronami. Aktu tego dokonał ówczesny biskup chełmiński Kazimierz Józef Kowalski w obecności licznie zgromadzonych biskupów, kapłanów i wiernych. W kwietniu 2002 roku dokonano kradzieży koron Matki Bożej i Dzieciątka Jezus. Rekoronacja figury odbyła się podczas odpustu sianowskiego 21 lipca 2002 roku, której dokonał biskup pelpliński Jan Bernard Szlaga. 

## Pielgrzymowanie
Z uwagi na istniejącą legendę powstania figury Maryja Sianowska jest patronką szczególnie młodzieży przedślubnej. Co roku przybywają tu absolwenci szkół podstawowych, gimnazjów i szkół średnich z całych Kaszub. Na dwa odpusty Matki Bożej Szkaplerznej i Siewnej przybywa wielu wiernych i ponieważ ryglowy kościółek nie mieścił coraz liczniejszych pielgrzymów, na pobliskich błoniach kościelnych pobudowano kaplicę, architektonicznie nawiązującą do kościoła.
Sanktuarium w miesiącach letnich przyjmuje wiele grup oazowych i rekolekcyjnych. Sianowscy parafianie co środę przybywają na uroczystą nowennę ku czci Matki Boskiej Sianowskiej.